# John Watts Young
John Watts Young (* 24. September 1930 in San Francisco, Kalifornien; † 5. Januar 2018 in Houston, Texas) war der US-amerikanische Astronaut mit der bisher längsten Karriere in der NASA. Er war als Kommandant von Apollo 16 der neunte von bisher zwölf Menschen auf dem Mond und kommandierte 1981 den ersten Flug eines Space Shuttle. Er ist der einzige Mensch, der vier verschiedene Raumfahrzeuge gesteuert hat: Gemini, Apollo-Kommandokapsel, Apollo-Mondlandefähre und Space Shuttle. Im Laufe seiner Karriere stellte er viele weitere Rekorde in der Luft- und Raumfahrt auf.

## Jugend
John Young wurde im US-Bundesstaat Kalifornien geboren, die Familie zog später nach Georgia und darauf nach Florida. In Florida verbrachte er den Hauptteil seiner Jugend zusammen mit seinen Eltern und seinem jüngeren Bruder. Schon damals interessierte er sich für das Fliegen, baute kleine Flugzeugmodelle und las viel über Flugzeuge. Sein Großvater brachte ihm das Lesen bei und mit fünf Jahren las er schon aus dem Lexikon vor. Sein Vater war in dieser Zeit als Bauingenieur beschäftigt.
Nach seiner Schulzeit studierte Young am Georgia Institute of Technology in Atlanta und schloss sein Studium der Luftfahrttechnik 1952 mit höchsten Auszeichnungen ab. Danach trat er der US-Marine bei und diente während des Koreakriegs ein Jahr auf dem Zerstörer USS Laws.

## Beginn der Karriere in der U.S. Navy

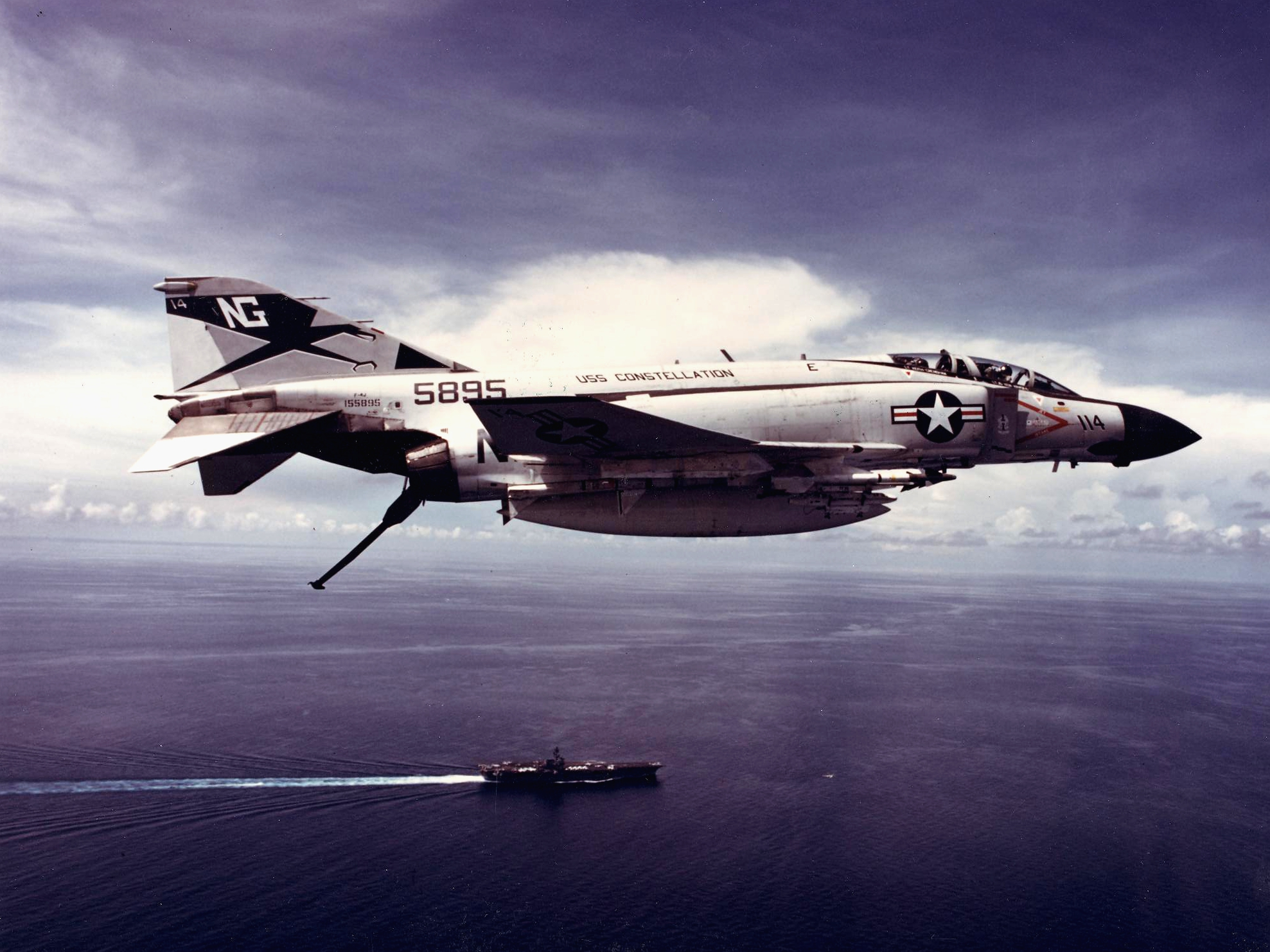
F-4 Phantom der US-Navy

Nach dem Koreakrieg wurde er zum Piloten ausgebildet und flog vier Jahre lang Kampfflugzeuge. 1959 begann er dann mit dem Testpilotentraining an der United States Naval Test Pilot School. Bis 1962 war er am Naval Air Test Center stationiert und wertete die Phantom- und Crusader-Waffensysteme aus.
Mit der F-4 Phantom stellte John Young zwei Weltrekorde im Steigflug auf. Am 21. Februar 1962 benötigte er nur 34,5 Sekunden, um 3000 Meter Höhe zu erreichen. Damit unterbot er den erst drei Tage alten Rekord des US-amerikanischen Luftwaffenpiloten Walter F. Daniel um 1,1 Sekunden. Youngs Rekord hielt fast dreizehn Jahre und konnte erst am 16. Januar 1975 von Roger J. Smith mit einer F-15A gebrochen werden (27,57 s).
Nur wenige Wochen nach seinem Rekordflug stellte er einen weiteren Weltrekord auf, dieses Mal im Steigflug auf 25.000 Meter. Am 3. April 1962 benötigte er hierzu drei Minuten und 50 Sekunden. Damit verbesserte er die alte Marke aus dem Jahre 1958 um 36 Sekunden. Auch dieser Rekord hielt viele Jahre und wurde erst 1973 von Pjotr Ostapenko mit der MiG-25-Rekordversion Mikojan-Gurewitsch Je-266 gebrochen.
Er fühlte sich zu dieser Zeit durch die Worte des damaligen US-amerikanischen Präsidenten John F. Kennedy aus dem Jahre 1961 inspiriert, einen Menschen zum Mond und sicher zurückzuschicken, und wollte von da an unbedingt ein Astronaut werden, was ihm schließlich auch gelang.
1976 und nach 25 Jahren Dienst schied Young im Rang eines Kapitäns zur See ('Captain') aus der Navy aus.

## Gemini-Programm

### Gemini 3

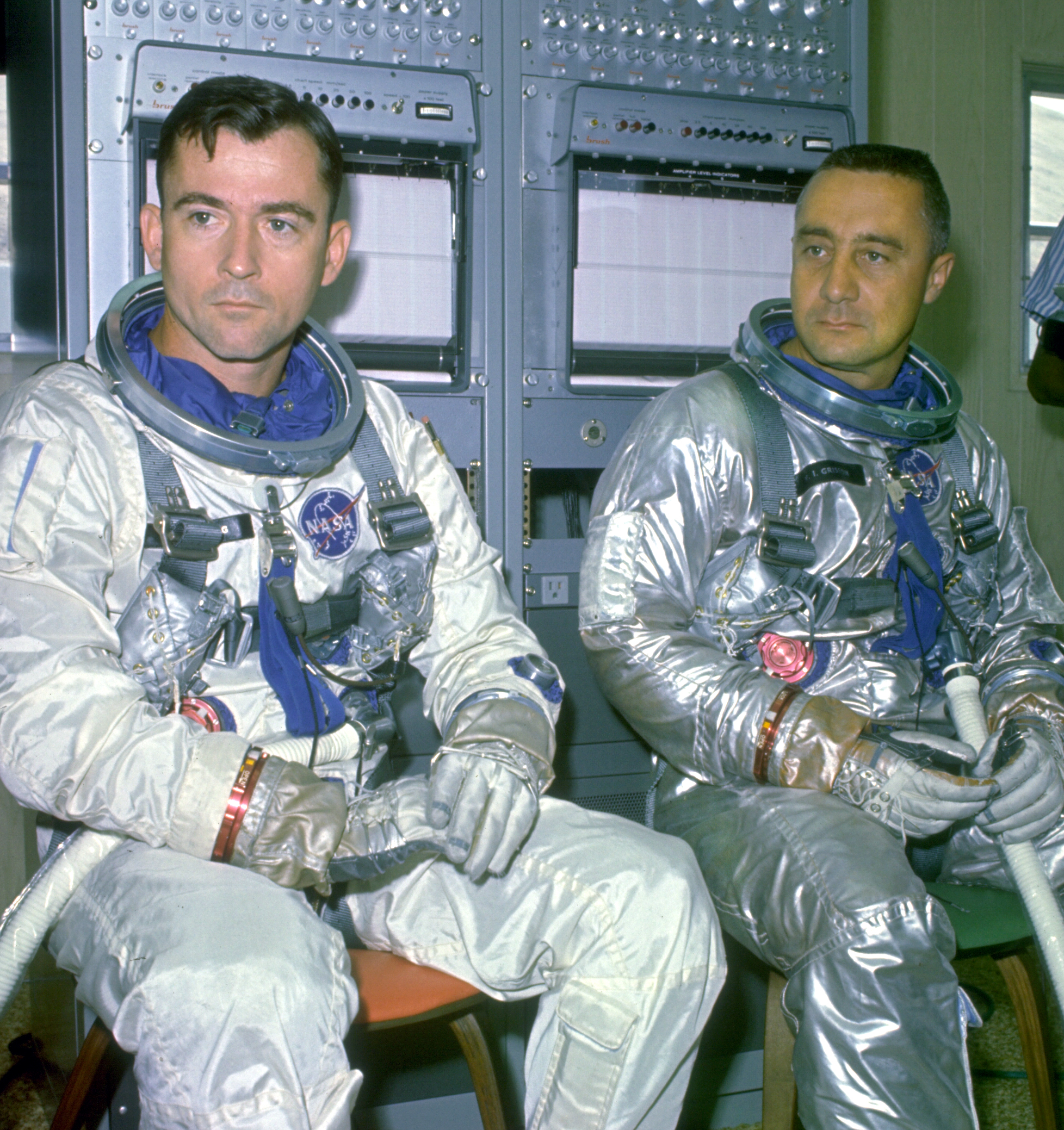
Gemini 3 – John W. Young (links) und Gus Grissom (aufgenommen als Back-up-Crew für Gemini 6)

Young wurde am 17. September 1962 von der NASA in die zweite Astronautengruppe ausgewählt. Die Ausbildung für das Gemini-Programm war im Vergleich zur Mercury-Ausbildung deutlich verschärft worden. Es waren nun nicht mehr reine Passagiere der Raumschiffe gefragt. Die Gemini-Raumschiffe mussten gesteuert und an andere Raumschiffe angekoppelt werden, weiterhin waren Weltraumausstiege geplant. Zudem mussten sich die angehenden Astronauten mit wesentlich mehr Trägerraketen vertraut machen, da auch schon das Folgeprojekt, das Apollo-Programm, in der Planung war. So wurden nacheinander die einzelnen Werks- und Montagestätten sowie die Startrampen für die Titan-, Atlas-, Agena- und Saturn-Raketen besucht. Außerdem standen wissenschaftliche Schulungen auf dem Programm, da während der Raumflüge auch Forschungsarbeiten durchgeführt werden mussten.

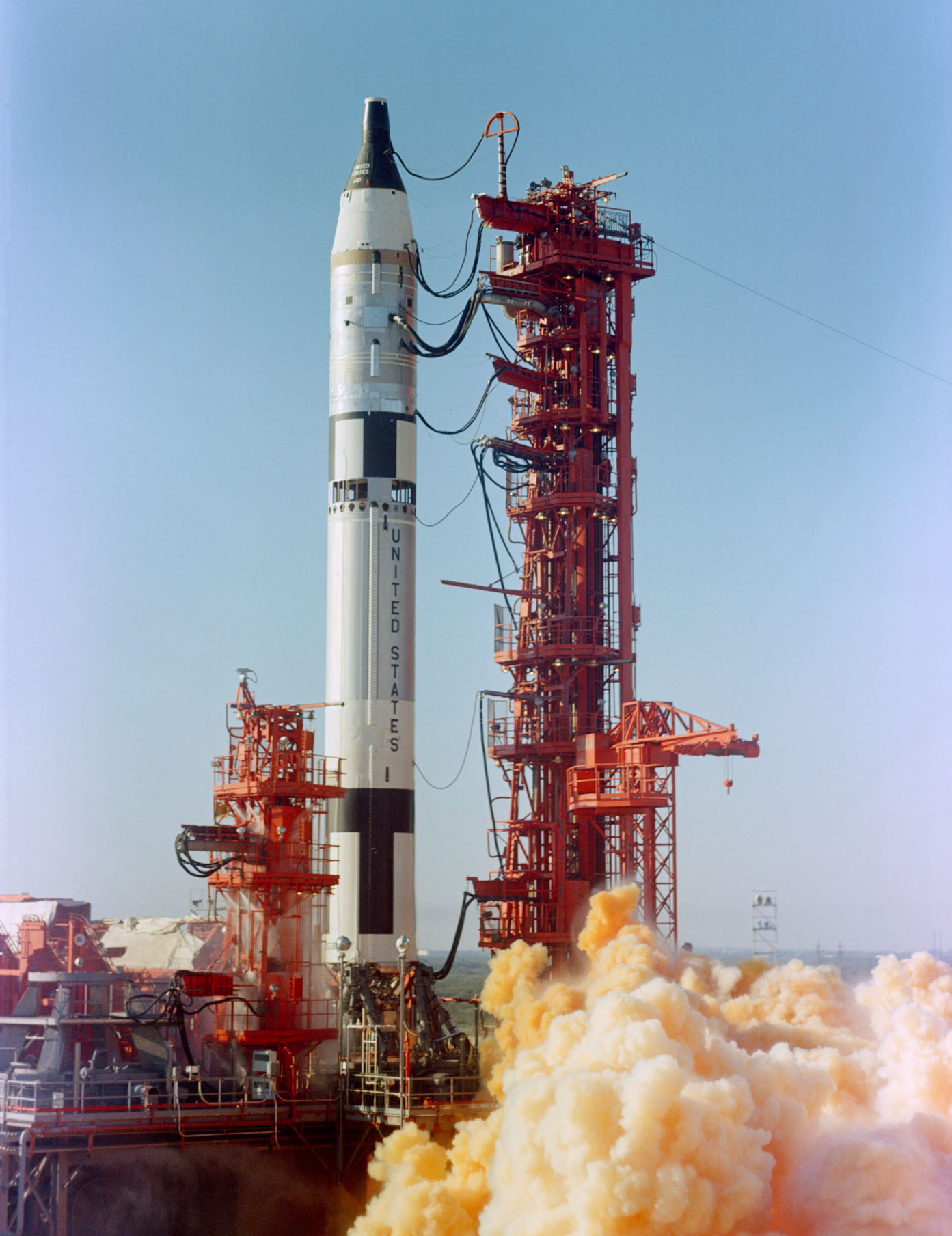
Start von Gemini 3

Im Januar 1963 bekam er als Spezialgebiet die Ausrüstung der Astronauten in den Raumschiffen zugewiesen. Dies umfasste sowohl persönliche Ausrüstung als auch Notfallausrüstung im Falle von Notlandungen oder Notwasserungen. Beim Mercury-Programm war für diesen Bereich Gordon Cooper zuständig gewesen.
Am 13. April 1964 wurde Young als Pilot für den ersten bemannten Flug des Gemini-Raumschiffs nominiert und ersetzte damit Tom Stafford, der mit dem Kommandanten der Mission, Gus Grissom, weniger gut harmonierte. Young war damit der erste Astronaut der zweiten Gruppe, der zu einem Weltraumeinsatz kommen sollte.
Unter dem Kommando des Mercury-Veteranen Gus Grissom, der als erster Mensch bei dieser Mission seinen zweiten Weltraumflug durchführen durfte, absolvierte er am 23. März 1965 mit Gemini 3 den ersten US-amerikanischen Zwei-Mann-Flug und bemannten Jungfernflug des Gemini-Raumschiffs.
Grissom wählte in Abstimmung mit Young für Gemini 3 das Rufzeichen Molly Brown nach dem Broadway-Musical The unsinkable Molly Brown. Dies war eine Anspielung Grissoms auf seinen ersten Raumflug Mercury-Redstone 4, bei dem die Landekapsel im Meer versunken war. Die NASA war über die Namensgebung nicht sonderlich erfreut und hatte mit Grissom diesbezüglich einen Streit, daher war es die letzte Mission vor Apollo 9, bei der die Raumfahrer ihre Schiffe benennen durften.

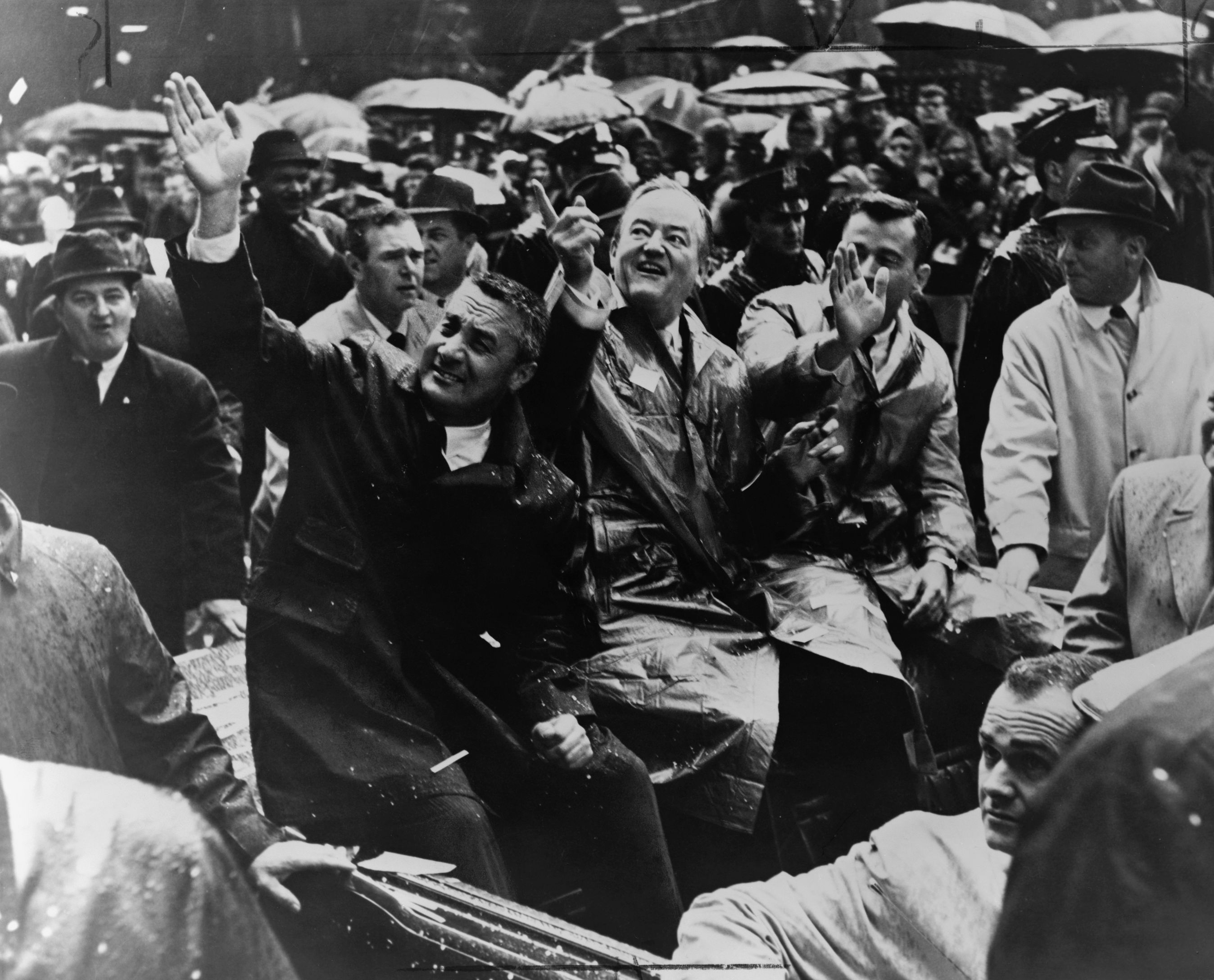
Grissom und Young mit US-Vizepräsident Humphrey bei der Parade in New York

Zu Beginn des Fluges traten Probleme mit den Anzeigen der inneren Atmosphäre auf. Es stellte sich schnell heraus, dass es ein Anzeigefehler war und die Atemluft den Erwartungen entsprach.
Young bediente bei Gemini 3 den ersten Computer im All. Für Aufregung bei der Flugleitung hatte dann noch gesorgt, dass Young ein Corned-Beef-Sandwich mit an Bord geschmuggelt hatte, dessen Brösel in der Schwerelosigkeit im Raumschiff herum flogen. Das Sandwich war ein Lieblingsgericht von Kommandant Grissom, der die Raumfahrernahrung schon auf der Erde probiert hatte und sie nicht mochte. Diese Nahrungsform sollte erstmals von Menschen im All getestet werden. Grissom gab vor dem Start bekannt, dass er sie nur essen werde, wenn nichts anderes Essbares an Bord wäre. Young hörte dies und nahm darauf das Sandwich mit ins All, um Grissom eine Freude zu machen. Grissom beklagte sich beim Genuss des Sandwiches lediglich scherzhaft darüber, dass kein Senf da sei.
Nach drei Erdumkreisungen wurden die Bremsraketen gezündet. Die Wasserung an Fallschirmen erfolgte in zwei Phasen, bei der die Landekapsel zuerst mit der Nase nach oben, dann mit der Nase schräg nach unten an den Fallschirmen hing. Beim Übergang von der einen Lage zur anderen wurden die beiden Astronauten gegen die Fenster geworfen. Youngs Helm wurde zerkratzt, Grissoms Visier brach sogar.
Bei Gemini 3 hatte man den Luftwiderstand der Landekapsel falsch eingeschätzt. So wasserte diese 84 km vom Zielpunkt entfernt und es dauerte 30 Minuten, bis ein Bergungshubschrauber vor Ort war. Grissom weigerte sich, die Luken der Kapsel zu öffnen, bevor Taucher sie durch Bänder gesichert hatten, da er immer noch befürchtete, dass die Molly Brown untergehen könnte wie vorher die Liberty Bell. Durch das lange Schaukeln auf hoher See wurden in der Kapsel beide Astronauten seekrank.
Beide Astronauten bekamen in den Straßen von New York bei regnerischem Wetter eine Konfettiparade in Anwesenheit des US-Vizepräsidenten Hubert H. Humphrey. Bis zu diesem Zeitpunkt war nur den Astronauten Alan Shepard und John Glenn diese Ehre zuteilgeworden.
Diese Weltraummission war die mit Abstand kürzeste seiner langen Astronautenlaufbahn.
Seit dieser gemeinsamen Zeit verband eine tiefe Freundschaft die beiden Astronauten, die durch den Tod Grissoms 1967 bei den Vorbereitungen zu Apollo 1 jäh beendet wurde. Young nahm an der Beerdigung Grissoms als Ehrengardist teil.

### Gemini 10
Kurz darauf wurden Young und Grissom als Ersatzmannschaft für die Mission Gemini 6 nominiert, die im Dezember 1965 stattfinden sollte.

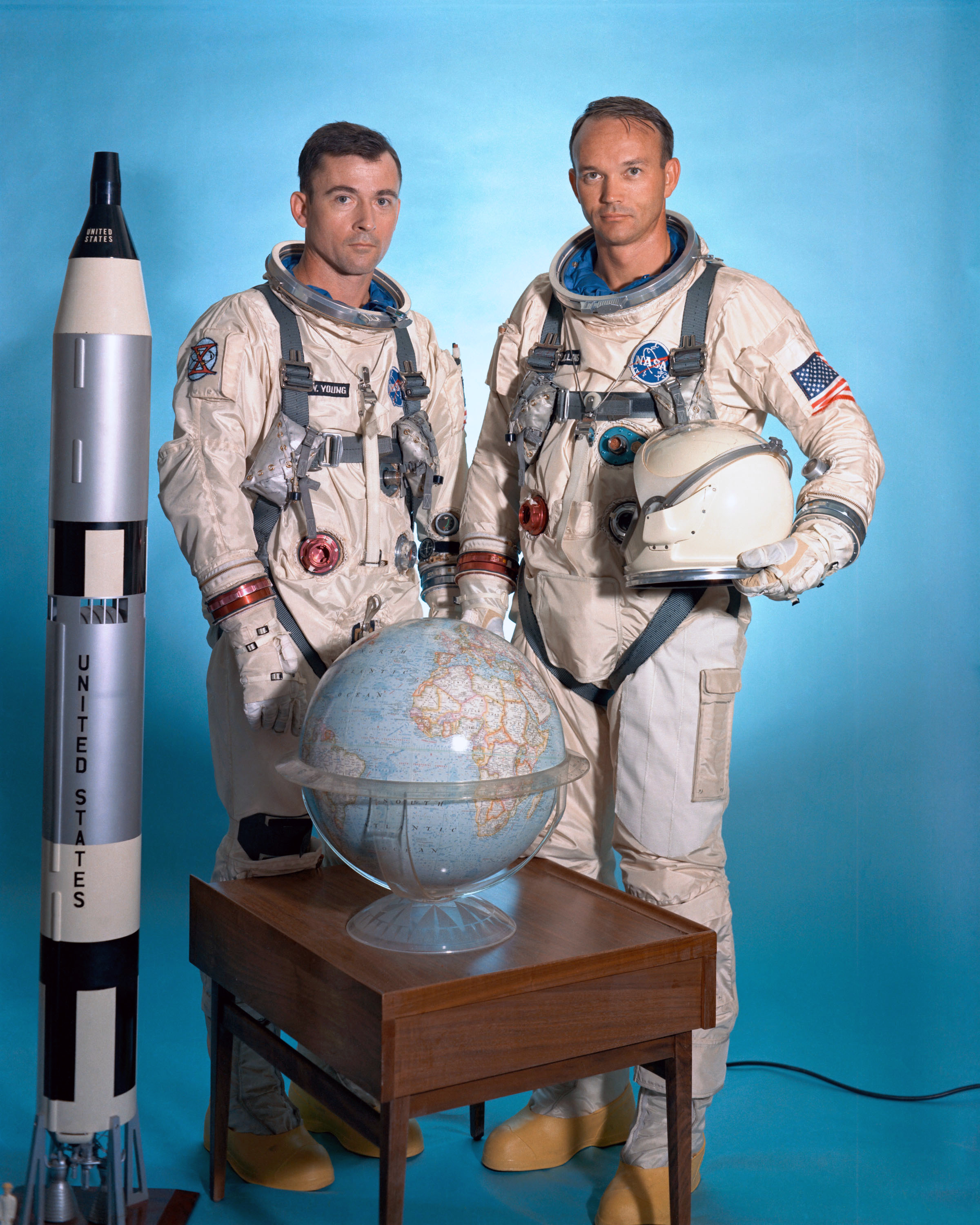
Gemini 10 – John W. Young (links) und Michael Collins

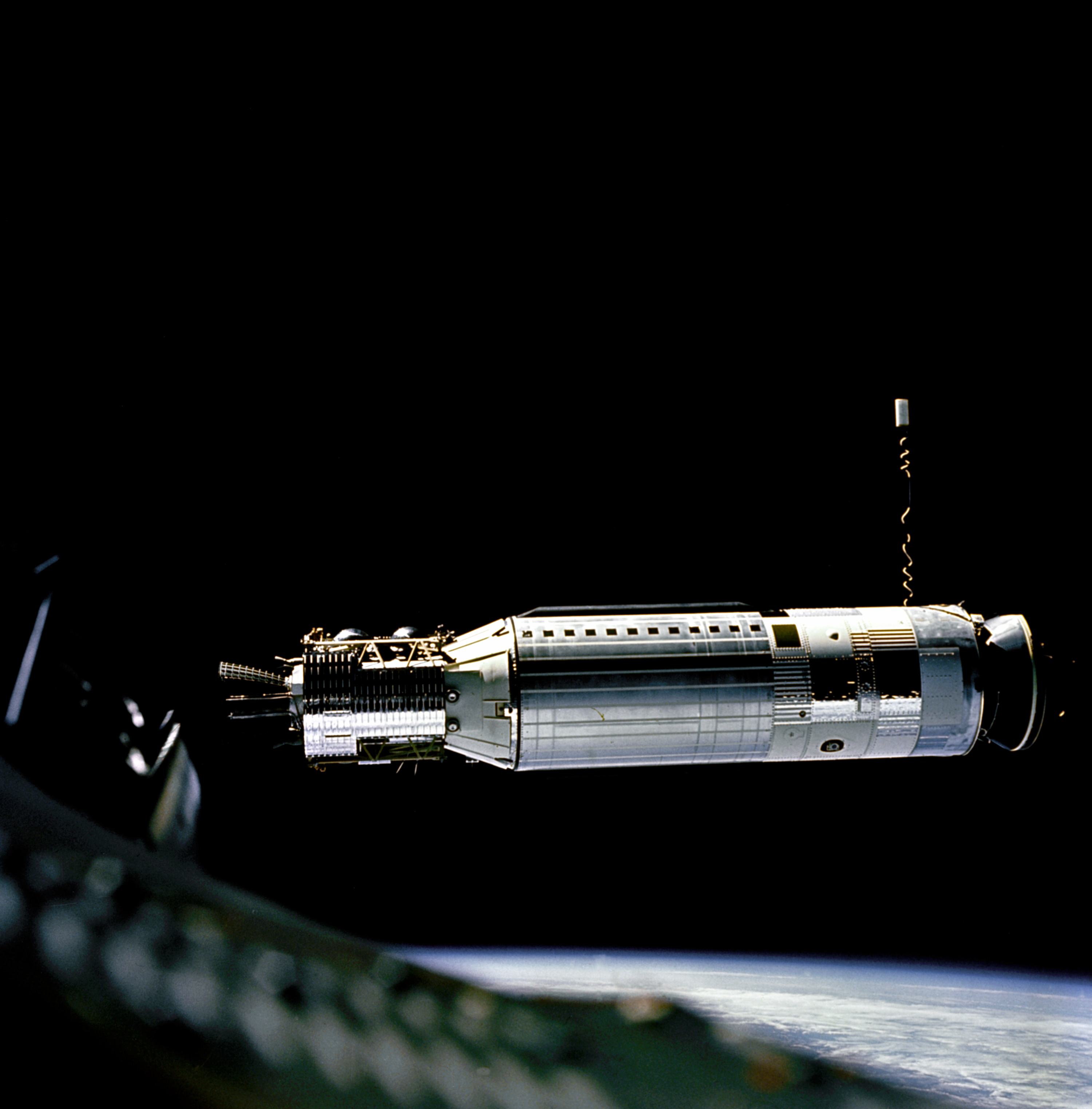
Agena-Zielsatellit von Gemini 10 vor der Kopplung

Am 25. Januar 1966 wurde Young als Kommandant von Gemini 10 bekannt gegeben, sein Pilot sollte Mike Collins werden, der später Pilot des Apollo-Raumschiffs bei der ersten Mondlandungsmission Apollo 11 wurde. So kam Young bereits am 18. Juli 1966 zu seinem zweiten Raumflug.
Bei dieser Mission wurden sowohl eine Kopplung mit einem Agena-Satelliten im All als auch durch Collins das erste Mal zwei Weltraumausstiege unternommen. Die Kopplung mit der Agena hatte für diese Mission absolute Priorität, da bei Gemini 8 Schwierigkeiten dabei aufgetreten waren und Gemini 9 überhaupt nicht bis zur Kopplung kam. Gleichzeitig wurde ein neuer Höhenweltrekord aufgestellt, das erste Zusammentreffen mit zwei verschiedenen Objekten bei einer Mission absolviert, und zum ersten Mal koppelte ein Raumfahrzeug an ein anderes an und benutzte dessen Antrieb. Young war mit Beendigung der Mission der zweite Astronaut der zweiten Astronautengruppe, der ein zweites Mal im Weltraum war.
Später war er einer der Verbindungssprecher (Capcom) für Gemini 11.

## Apollo-Programm

### Apollo 10
Nach Abschluss des Gemini-Programms trat Young dem Apollo-Programm bei.
Am 22. Dezember 1966 wurden die Mannschaften der ersten Apollo-Flüge bekannt gegeben. Young war zunächst Ersatzpilot der zweiten bemannten Mission. Nach der Katastrophe von Apollo 1, bei der Youngs ehemaliger Kommandant und Freund Grissom mit zwei weiteren Astronauten auf tragische Weise ums Leben kam, wurden die Pläne ausgesetzt.
Die neuen Pläne wurden am 9. Mai 1967 veröffentlicht und sahen vor, dass Young Ersatzpilot von Apollo 7 (Mission C) in der Erdumlaufbahn sei. Wäre der Pilot Walter Cunningham ausgefallen, wäre Young wie beim Gemini-Programm wieder Jungfernflieger geworden und der erste Mensch mit drei Weltraumflügen. Dieser Flug fand im Oktober 1968 statt; Young war dabei einer der Verbindungssprecher und Walter Schirra der erste Mensch mit 3 Weltraumflügen.

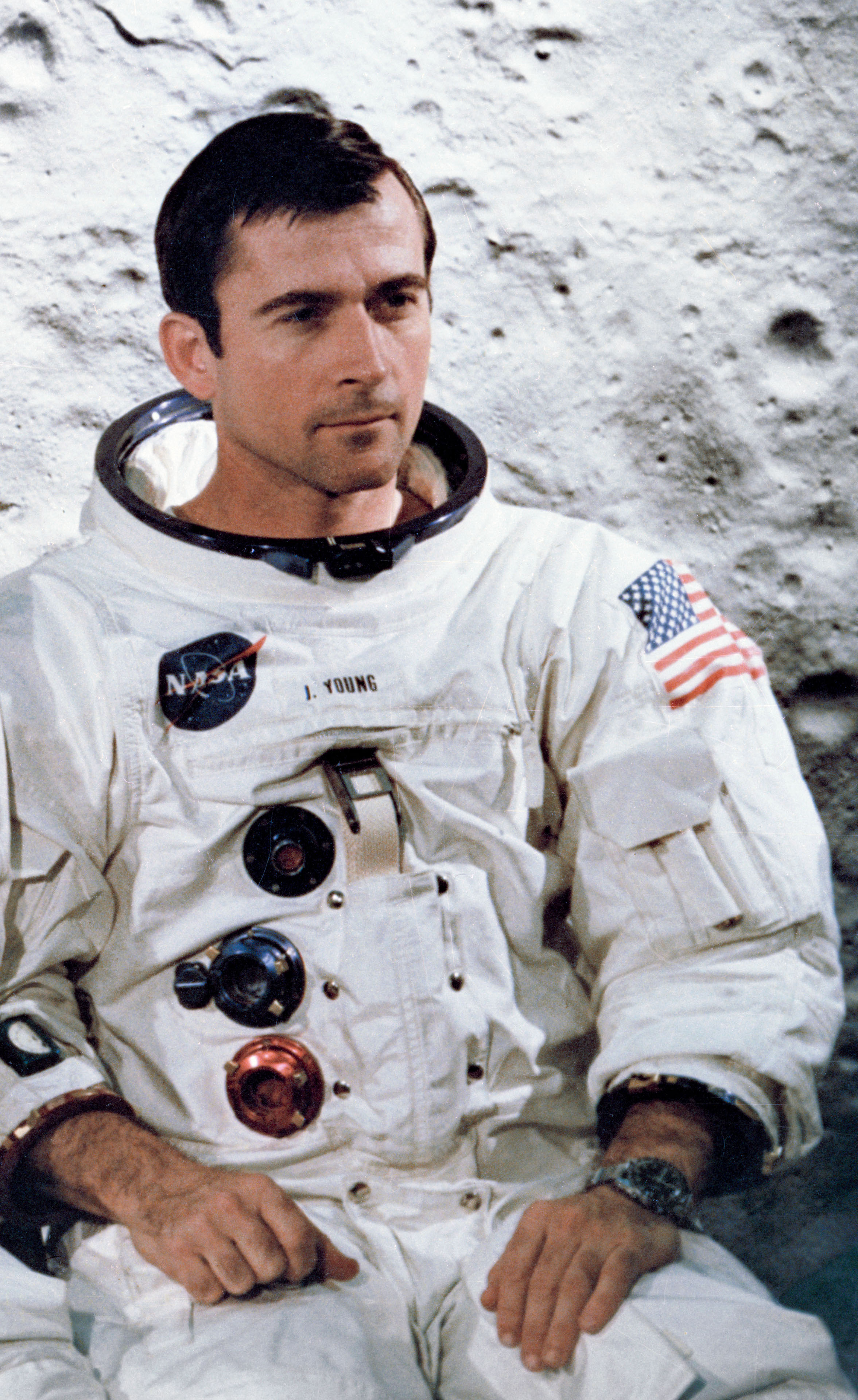
John Young (Apollo 10)

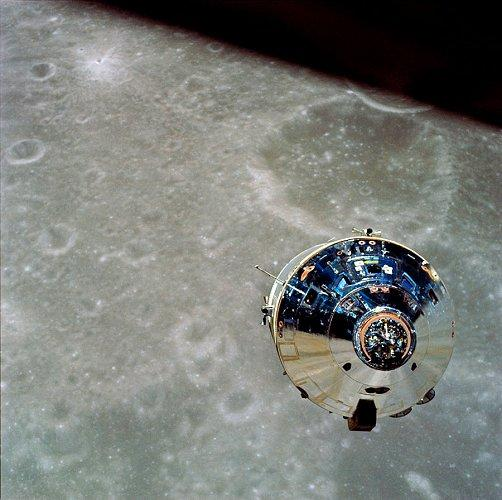
Kommandomodul Charlie Brown mit John Young als erstem Menschen alleine im Mondorbit

Kurz danach, am 13. November 1968 wurde Young für die Mission Apollo 10, die die Generalprobe der Mondlandung war, als Pilot des Apollo-Raumschiffs nominiert.
Dieser Flug fand vom 18. Mai bis zum 26. Mai 1969 statt. Young blieb als Pilot im Mutterschiff Charlie Brown alleine als erster Mensch im Mondorbit zurück, während Kommandant Tom Stafford und Pilot Eugene Cernan in der Mondfähre Snoopy eine Mondlandung erfolgreich simulierten.
Der Wiedereintritt in die Erdatmosphäre erfolgte mit einer Geschwindigkeit von 11,08 km/s (39.897 km/h), was immer noch den Rekord in der bemannten Raumfahrt darstellt und die höchste Geschwindigkeit ist, die Menschen je relativ zur Erdoberfläche erreicht haben.
Der erfolgreiche Flug von Apollo 10 zeigte, dass die NASA Apollo-Flüge in kurzer Folge absolvieren konnte. Außerdem hatte Apollo 10 alle notwendigen Manöver für eine Mondlandung, bis auf die Landung selbst, durchgeführt. Es war die erste Raumfahrtmission, bei der ein Fernsehfilm in Farbe entstanden ist. Mit Young und Cernan waren außerdem die letzten Apollo-Missionskommandanten bei diesem Flug ins All geflogen. Young war mit diesem Flug der vierte Mensch mit drei Raumflügen.
Kurz nach der Mondlandung von Apollo 11 im Juli 1969 wurde Young als Ersatzkommandant von Apollo 13 eingeteilt, kam aber nicht zum Einsatz und übernahm deshalb wieder einige Schichten als Verbindungssprecher (Capcom) in Houston. Er unterstützte helfend den ursprünglichen Piloten von Apollo 13 und späteren Piloten seiner Apollo-Mission, Ken Mattingly, der auf der Erde wichtige Funktionen der Rettungsaktion von Apollo 13 meisterte und gleichzeitig war er auch einer der Verbindungssprecher dieser Mission.

### Apollo 16

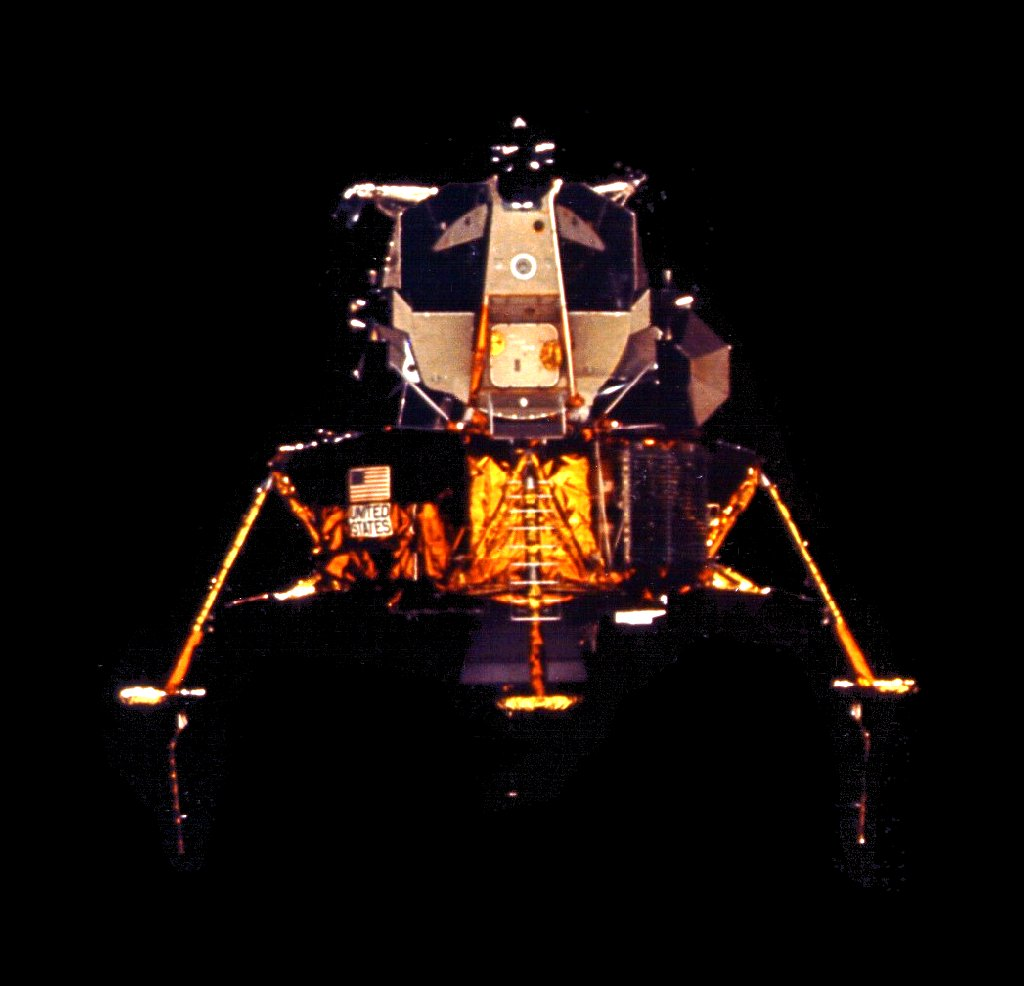
LM „Orion“ nach dem Abkoppeln zur Mondlandung

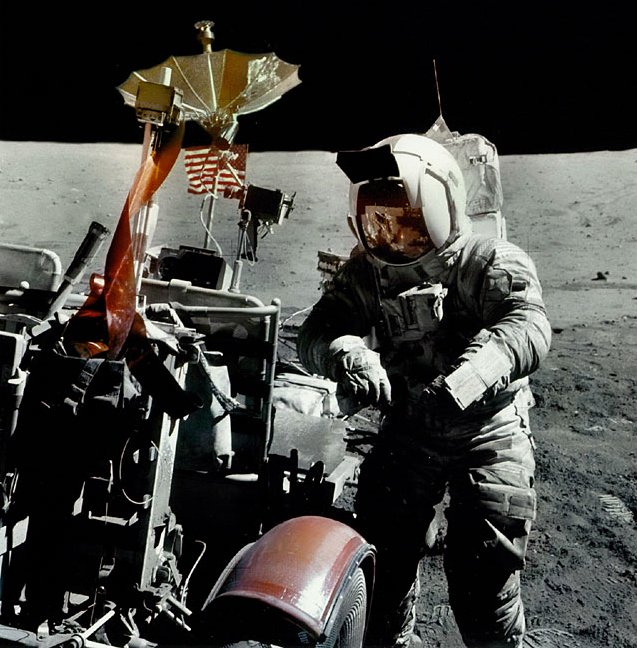
Young als Kommandant von Apollo 16 auf dem Mond am Mondauto

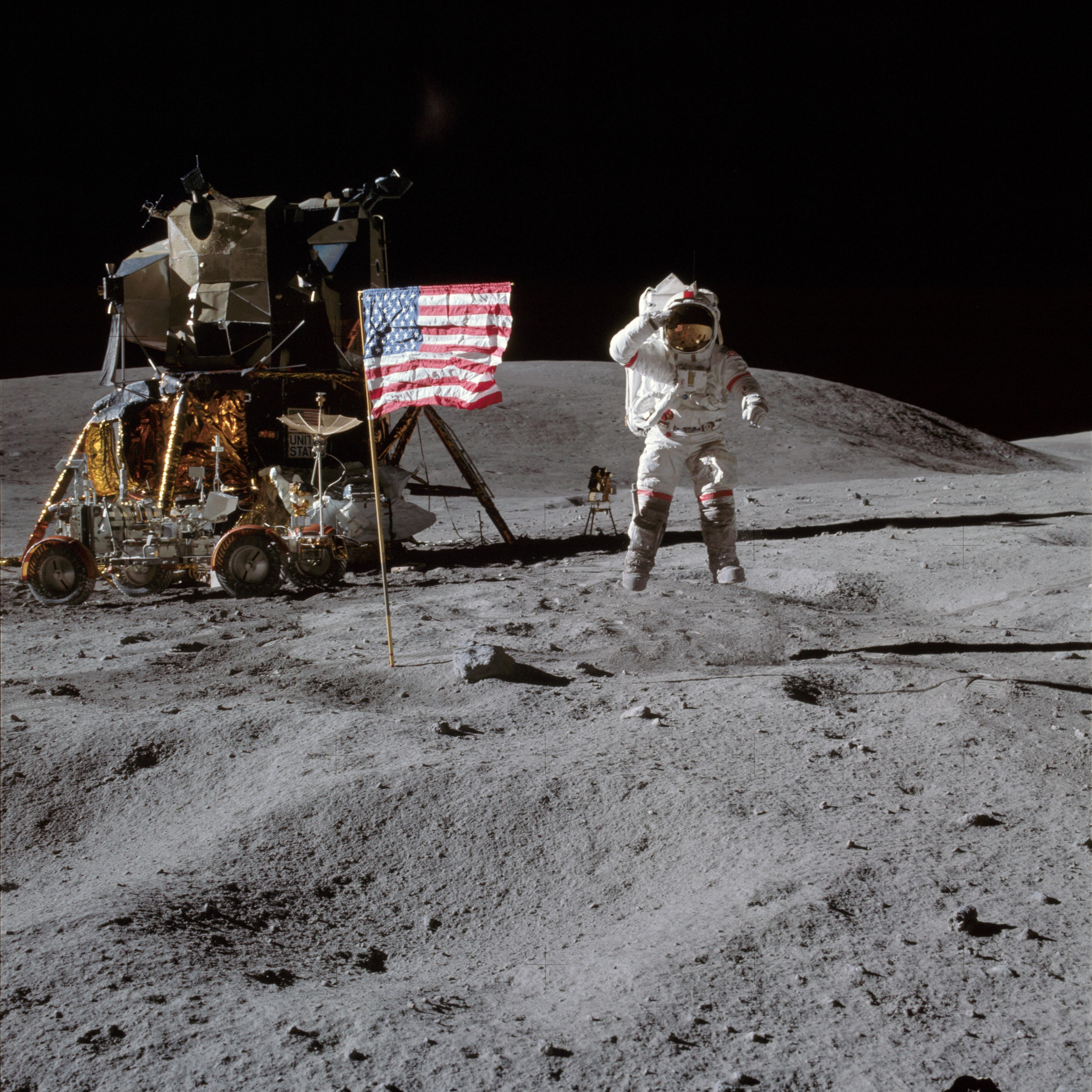
John Young salutiert vor der US-amerikanischen Fahne

Im März 1971 erhielt Young dann sein erstes Apollo-Kommando: Mit Apollo 16 sollte er die vorletzte Mondlandung übernehmen, die die Astronauten zum Mondkrater Descartes führte. Mit an Bord waren der Pilot des Apollo-Raumschiffs, Ken Mattingly, und der Pilot der Mondlandefähre, Charles Duke. Der Flug fand vom 16. April bis zum 27. April 1972 statt, Young betrat am 20. April als neunter Mensch den Mond. Bei dieser Mission wurde ein neuer EVA-Rekord von Young und Duke mit 7 Stunden und 23 Minuten aufgestellt.
Bei dieser Mission wurde das Mondauto zum zweiten Mal benutzt und Young legte im Mondauto eine Gesamtstrecke von 26 km zurück, die damals größte gefahrene Entfernung auf dem Mond. Young hält auch den Rekord als schnellster Autofahrer auf dem Mond mit 12 km/h. Außerdem nahmen Young und Duke mit 95,8 kg die zweitergiebigste Mondgesteinsladung einer Apollo-Mission zur Erde mit. Eine Probe dieses Gesteins kann im Nördlinger Rieskrater-Museum besichtigt werden. Das erste Mal in der Geschichte der Mondmissionen wurde eine Hochebene des Mondes untersucht.
Die Zeit von 71 Stunden und 23 Minuten, die Young und Duke auf dem Mond waren, ist die zweitlängste Zeit, die Menschen auf dem Mond verbracht haben.
Beim Wiedereintritt mussten die Astronauten eine Verzögerung von 7,19 g ertragen, der höchste Wert, der für eine Apollo-Mission gemessen worden ist.
Mit dieser Apollo-Mission zog Young als zweiter Mensch mit vier Raumflügen mit Jim Lovell gleich, obwohl Young zusätzlich einen Start vom Mond aus gemacht hatte, Lovell jedoch nicht, denn er war mit Apollo 13 nicht auf dem Mond gelandet, wie es ursprünglich geplant war. Es war auch gleichzeitig die längste seiner sechs Weltraummissionen.
Im Vorfeld des letzten Mondfluges, Apollo 17, kam es noch zu einigen Umschichtungen bei der Haupt- und der Ersatzmannschaft. Young und Duke wurden dabei nach ihrem erfolgreichen Flug mit Apollo 16 bereits wieder als Ersatz für den nächsten Flug eingeteilt, da es nicht sinnvoll gewesen wäre, eine völlig neue Ersatzmannschaft zu trainieren, welche keine Chance gehabt hatte, später eine reguläre Apollo-Mission fliegen zu können. Wäre der Apollo-17-Kommandant, Youngs Mannschaftskamerad von Apollo 10, Eugene Cernan ausgefallen, hätte Young als einziger Mensch einen dritten Mondflug und eine zweite Mondlandung unternommen und schon damals als erster Mensch fünf Weltraumflüge absolviert. Da dies aber nicht der Fall war, diente Young wieder als einer der Verbindungssprecher der letzten Apollo-Mond-Misson.

## Space-Shuttle-Programm

### STS-1

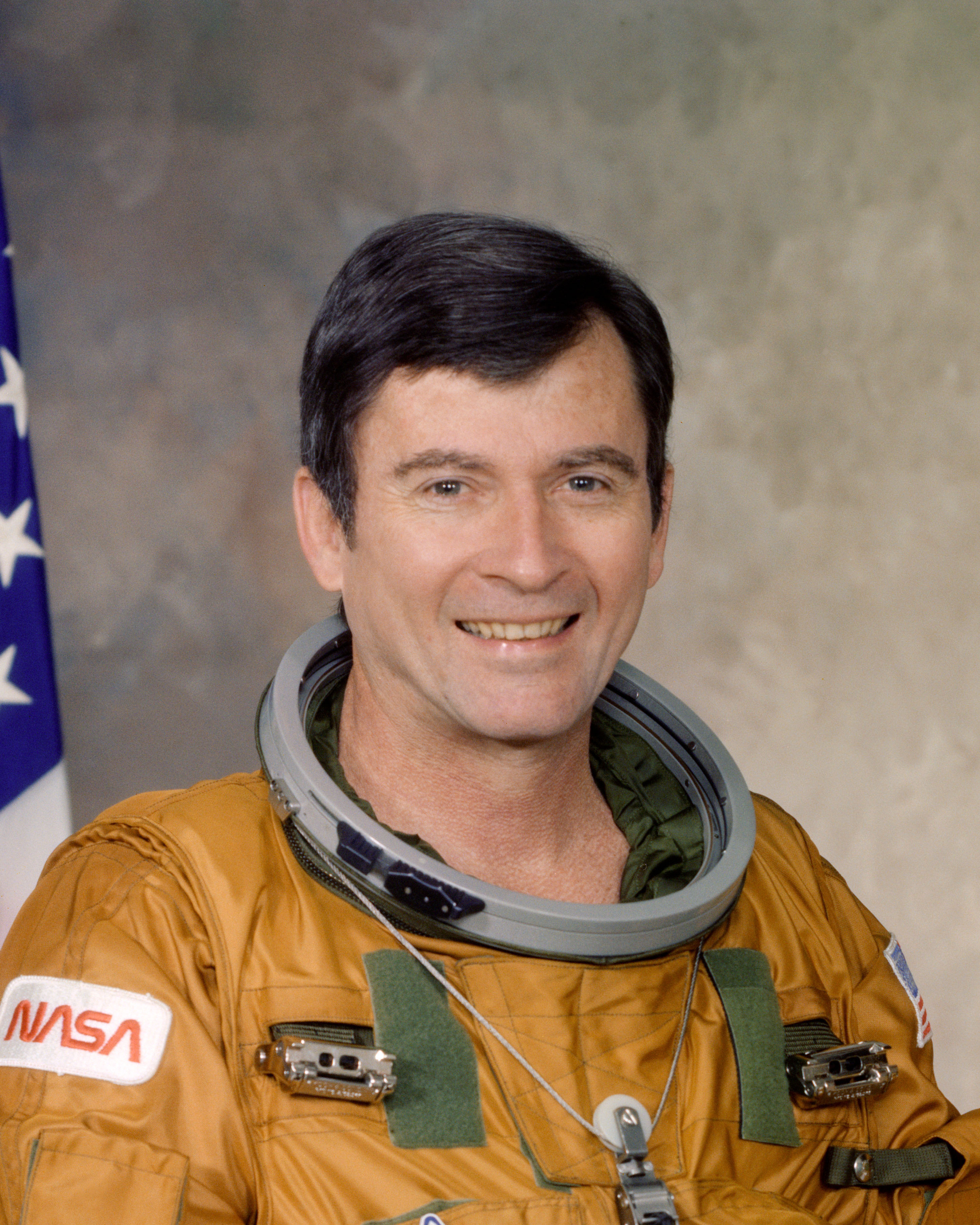
John Young (STS-1)

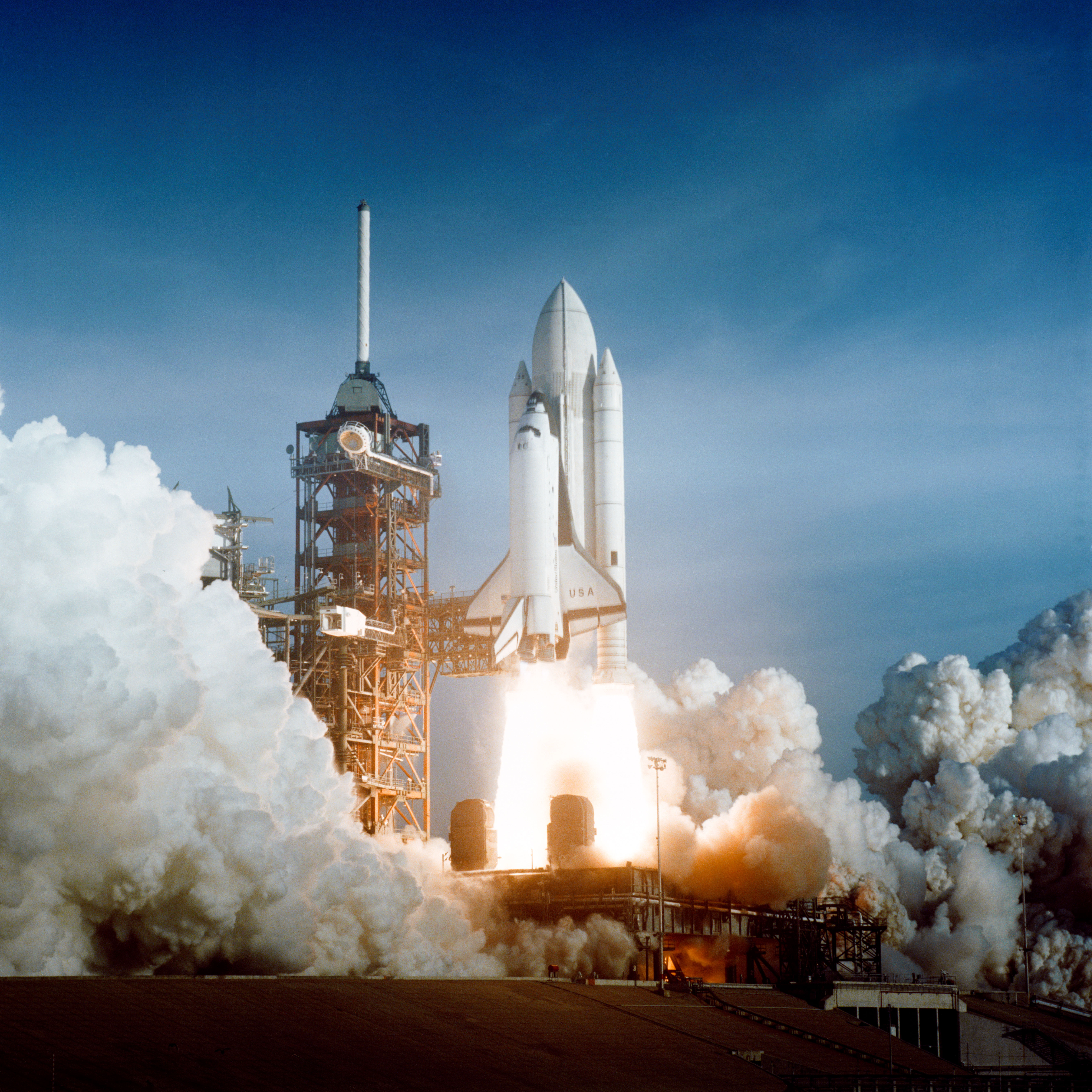
Start (Lift-Off) der Columbia bei der Mission STS-1

Nach Abschluss des Apollo-Programms wurde Young im Januar 1973 Leiter der Space-Shuttle-Abteilung des Astronautenbüros und sorgte dafür, dass die Astronauten genügend Einfluss auf die Entwicklung der neuen Raumfähre hatten. Die Information, dass der Kongress die Mittel für das Space-Shuttle-Programm bewilligt hatte, hatte Young kurioserweise erreicht, als er sich gerade mit Apollo 16 auf dem Mond befand. Im Januar 1974 wurde er Alan Shepards Nachfolger als Leiter des Astronautenbüros und war damit für die Koordination aller Astronautentätigkeiten verantwortlich. 1976 trat Young dann offiziell aus der US-Marine aus.
Als das Space Shuttle fertiggestellt war, erhielt Young die Ehre, den Jungfernflug zu kommandieren, da er von den aktiven Astronauten der NASA die meiste Erfahrung im All besaß; es war der erste bemannte Raumflug der USA nach dem Apollo-Sojus-Projekt nach fast sechs Jahren. Vom 12. bis zum 14. April 1981 testete er im Erdorbit zusammen mit seinem Piloten Bob Crippen alle Systeme des Space Shuttles Columbia während der Mission STS-1. Die Nutzlast war ein Flugüberwachungssystem, bestehend aus Sensoren und Messinstrumenten, um Daten über alle entscheidenden Flugabschnitte aufzuzeichnen. Es war das erste Mal, dass die NASA ein neues Raumschiff einsetzte, ohne vorher unbemannte Testflüge durchgeführt zu haben, da das Space Shuttle damals noch nicht in der Lage war, ferngesteuert zu fliegen und zu landen, und das erste Mal, dass ein bemanntes Raumschiff nicht an Fallschirmen niederging, sondern im Gleitflug landete. Ferner war es das erste Mal, dass Astronauten unterstützt durch einen Feststoffantrieb ins All gebracht wurden.
Young war damit der erste Raumfahrer, der fünf Flüge ins All unternommen hatte, und ist bis heute zusammen mit Wladimir Komarow einer von nur zwei Menschen, die zwei Jungfernflüge machen durften. Weiterhin ist er der einzige Astronaut der 2. NASA-Auswahlgruppe, der das Space Shuttle geflogen hat. Die NASA bezeichnet STS-1 als den „kühnsten Testflug der Geschichte“ („the boldest test flight in history“). Young selbst erklärte später in einem Interview, dass er nicht wisse, ob die Mission gefährlich war, es hätten keinerlei Daten vorgelegen, die das Bestehen eines erhöhten Risikos belegt oder widerlegt hätten.

### STS-9

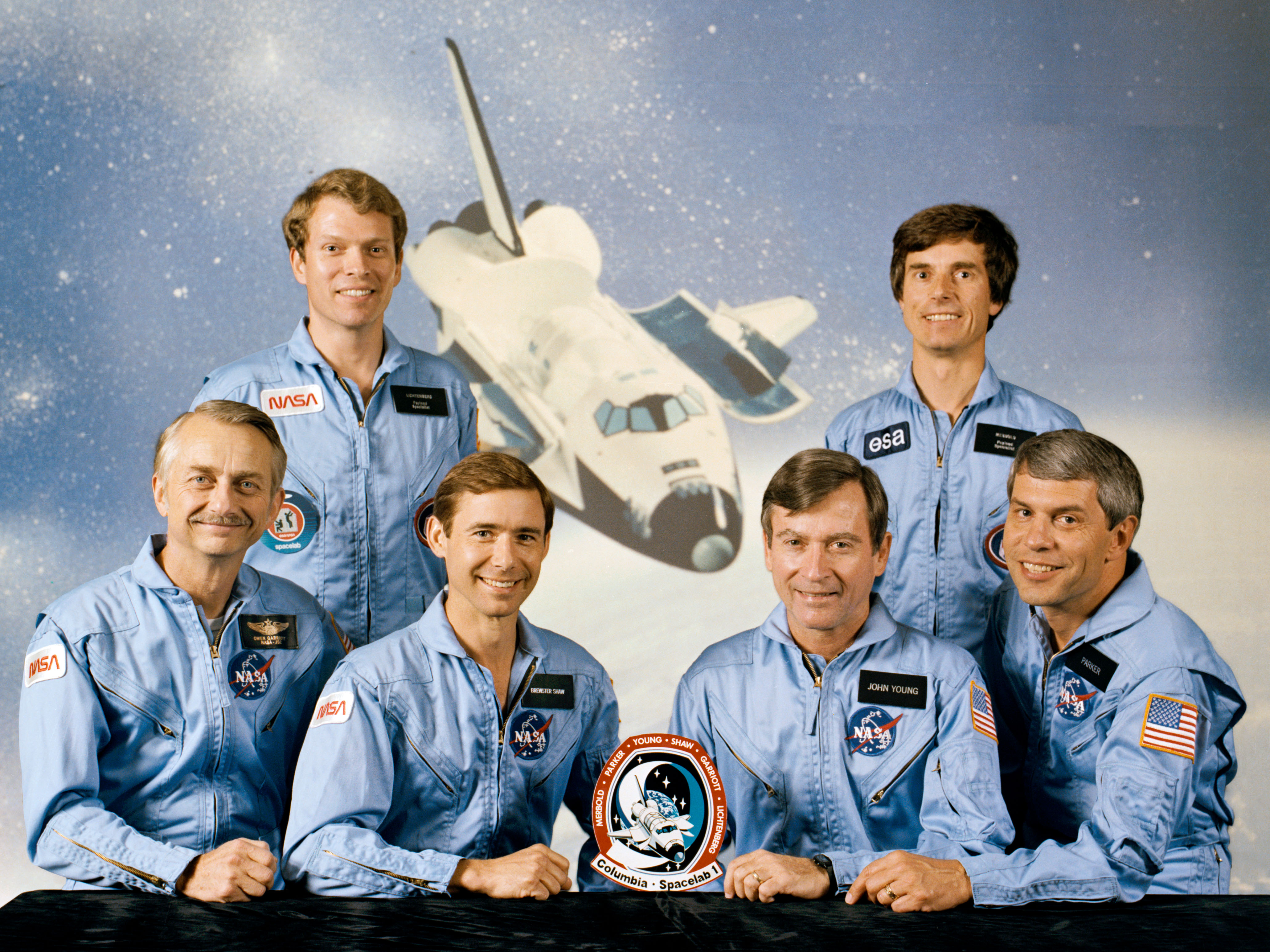
Besatzung von STS-9

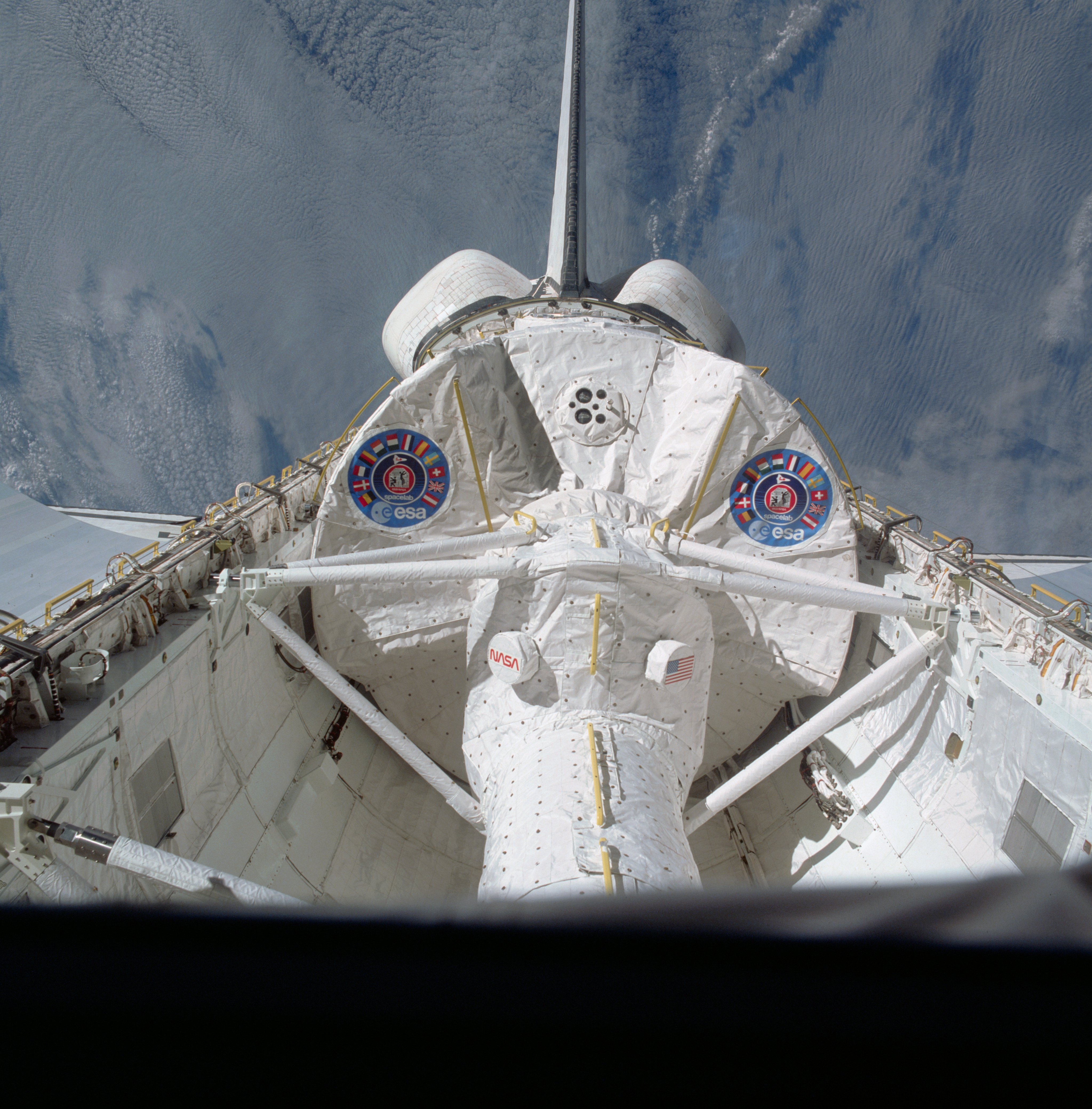
Spacelab an Bord der Columbia bei STS-9

Seinen sechsten und letzten Weltraumeinsatz hatte Young als Kommandant der Mission STS-9 vom 28. November bis zum 8. Dezember 1983, bei der zum ersten Mal das Weltraumlabor Spacelab der ESA mitgeführt wurde. Mit an Bord waren der Pilot Brewster Shaw, die Missionsspezialisten Bob Parker und Owen K. Garriott sowie die Nutzlastspezialisten Byron Lichtenberg und Ulf Merbold. Es war der erste Raumflug mit sechs Raumfahrern. Gleichzeitig war dies die erste NASA-Mission, bei der ein Nichtamerikaner, der deutsche Wissenschaftsastronaut Ulf Merbold, Mitglied der Besatzung war und seinen ersten Raumflug unternahm. Merbold war durch diesen Flug der erste Westdeutsche im All. Merbold war mit Bob Parker auf dem Flug dem roten Team von Young zugeteilt worden. Beide Teams arbeiteten in Zwölf-Stunden-Schichten.
Der Flug war aus wissenschaftlicher Sicht ein voller Erfolg, denn durch die Mitführung des Spacelab konnten mehr Experimente erfolgreich durchgeführt werden als bei allen Apollo- und Skylab-Missionen zusammengenommen. Young absolvierte als einer der ersten Astronauten der NASA bei STS-9 Übungen auf dem Laufband, um seine Muskulatur im Weltraum nicht zu schnell degenerieren zu lassen. Gleichzeitig war er im roten Team derjenige, der den Wissenschaftlern das Essen zubereitete. Erstmals in seiner Raumfahrerkarriere überflog Young die großen Gebirge Innerasiens und war von ihrer Schönheit fasziniert.
Mit dieser Mission war Young der erste Mensch, der sechs Raumflüge absolviert hatte. Dieser Rekord hielt fast dreizehn Jahre und wurde erst 1996 von Story Musgrave eingestellt; überboten wurde er aber erst fast 19 Jahre später durch Jerry Ross im Jahre 2002, der als erster Mensch seinen siebten Raumflug absolvierte. Young ist für Ross ein persönliches Vorbild.

### STS-61-J

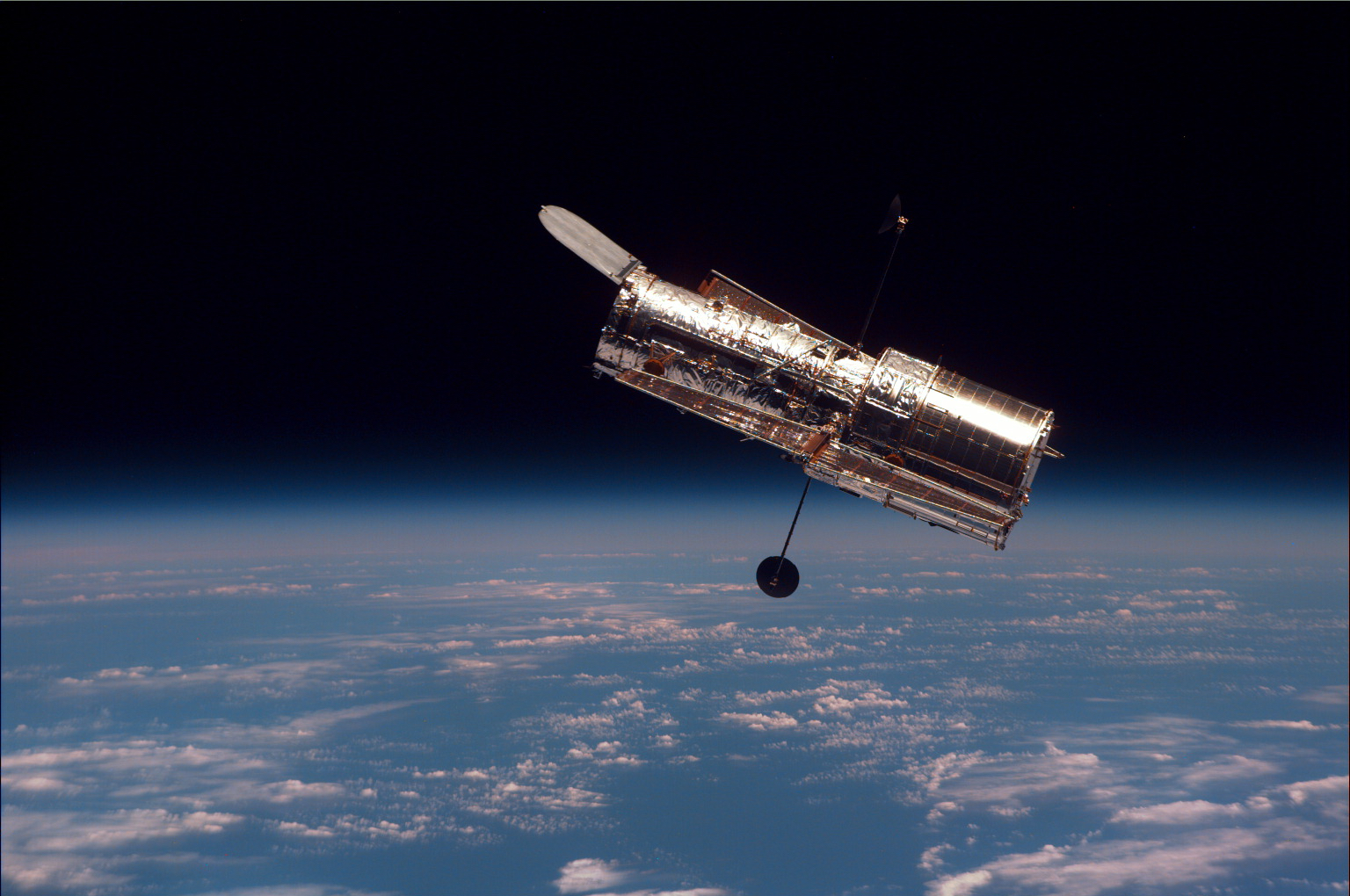
Hubble-Teleskop im Weltraum

Young wurde für einen weiteren Flug als Kommandant nominiert, es sollte die Mission STS-61-J sein, bei der vom 18. bis zum 23. August 1986 das prestigeträchtige Hubble-Weltraumteleskop ausgesetzt werden sollte, als Raumschiff war das Shuttle Atlantis vorgesehen, das damit seinen dritten Raumflug unternommen hätte. Dieser Flug wurde nach der Katastrophe der Challenger abgesagt und später unter einem anderen Missionskürzel (STS-31) mit fast derselben Crew durchgeführt, wobei allerdings Young als Kommandant durch Loren Shriver ersetzt wurde.

## Tätigkeit bei der NASA nach seinen Raumflügen

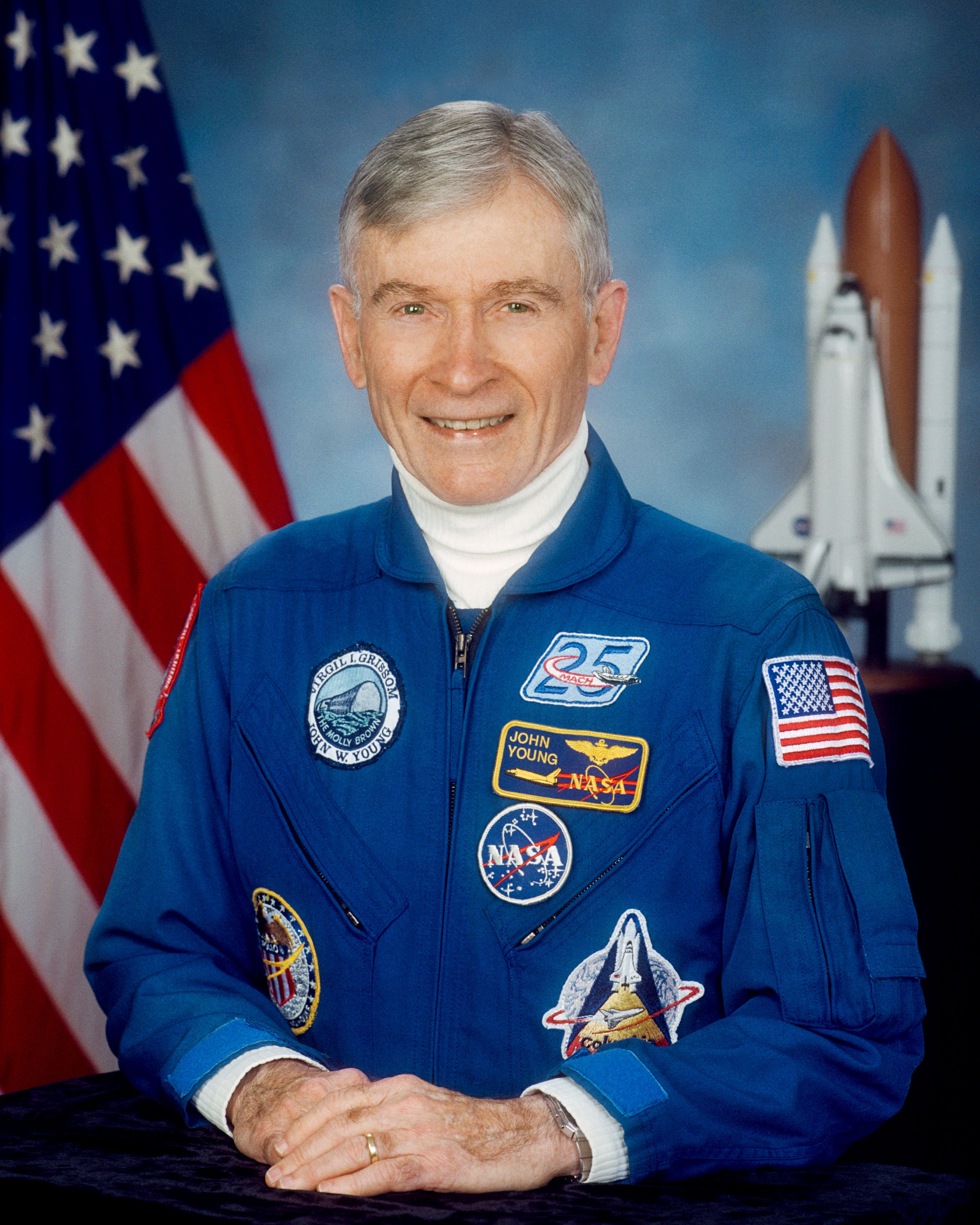
John Young als technischer Direktor des Johnson Space Centers der NASA

Young wurde im Mai 1987 als Leiter des Astronautenbüros durch Daniel Brandenstein abgelöst und zum speziellen Assistenten des Direktors des Johnson Space Centers in Houston ernannt; nach Youngs eigener Einschätzung war die Ablösung eine Reaktion auf seine öffentlichkeitswirksame Kritik an der Sicherheitskultur der NASA, die zur Challenger-Katastrophe geführt hat. In dieser Funktion war er im Ingenieurbereich tätig und spezialisierte sich auf die Verbesserung der Space-Shuttle-Flotte und die operative Sicherheit der künftigen Internationalen Raumstation ISS. Die Sicherheit lag ihm besonders am Herzen, da er seinen Freund und Mannschaftskollegen von Gemini 3, Gus Grissom, verloren hatte, da an der Sicherheit der Astronauten bei Apollo 1 gespart worden war.
Außerdem war er für zukünftige und erweiterte Planungen der bemannten Raumfahrt (z. B. bemannte Mond- und Mars-Mission) zuständig, die mit dem Orion-Raumschiff (vormals als Crew Exploration Vehicle, CEV) ab 2014 durchgeführt werden sollen.
Im Februar 1996 übernahm er den Posten des technischen Direktors des Johnson Space Centers. In dieser Funktion überwachte er wiederum die Sicherheitsaspekte, sowie den technischen und operativen Verlauf von NASA-Missionen. 
Nach 42 Jahren im Dienst der NASA ging Young im 31. Dezember 2004 auf eigenen Wunsch hin im Alter von 74 Jahren als damals dienstältester Astronaut der NASA in den Ruhestand. Persönlich geehrt wurde er in einer Feierstunde am 7. Dezember 2004 im National Air and Space Museum. Young war der einzige Astronaut der ersten beiden Astronautengruppen, der die NASA nicht vorzeitig verlassen hat, um in die Politik oder Wirtschaft zu gehen, und bis zu seiner doch sehr späten Pensionierung dort tätig war, wenn man von den vorzeitig verstorbenen Elliot See, Gus Grissom und Ed White absieht, die im Dienst der NASA stehend den Unfalltod gestorben sind.
Zum 40. Jahrestages der Apollo-1-Katastrophe am 27. Januar 2007 hielt unter anderem auch Young eine offizielle Rede in Cape Canaveral am LC-34.

## Zusammenfassung der Raumflüge
| Nr. | Mission   | Funktion   | Flugdatum                       | Flugdauer        |
| --- | --------- | ---------- | ------------------------------- | ---------------- |
| 1   | Gemini 3  | Pilot      | 23. März – 23. März 1965        | 0 d 4 h 52 min   |
| 2   | Gemini 10 | Kommandant | 18. Juli – 21. Juli 1966        | 2 d 22 h 46 min  |
| 3   | Apollo 10 | Pilot      | 18. Mai – 26. Mai 1969          | 8 d 0 h 03 min   |
| 4   | Apollo 16 | Kommandant | 16. April – 27. April 1972      | 11 d 1 h 51 min  |
| 5   | STS-1     | Kommandant | 12. April – 14. April 1981      | 2 d 06 h 20 min  |
| 6   | STS-9     | Kommandant | 28. November – 8. Dezember 1983 | 10 d 07 h 47 min |

## Resümee
Young war einer der bekanntesten Raumfahrer weltweit und war in herausgehobenen Positionen der modernen Raumfahrt zu finden, da er nicht nur als Astronaut im Weltraum tätig war, sondern auch an der Entwicklung der modernen Raumfahrttechnik wegweisend in der NASA mitgewirkt hat, und das, obwohl er ein Veteran des Gemini-Programms und Apollo-Programms war. John Young hatte insgesamt mehr als 15.275 Flugstunden mit Flugzeugen, Helikoptern, Mondfähren, Raumschiffen und Raketen auf seinem Konto, alleine 9200 mit der Northrop T-38, des Weiteren verbrachte er über 15.000 Stunden in verschiedensten Simulatoren und war damit einer der erfahrensten Flieger und Astronauten unserer Zeit. Darunter befinden sich auch seine 835 Weltraumflugstunden.

## Besonderheiten und Rekorde
Young hat auf seinen Flugzeugtest- und Raumflügen sehr viele Erstleistungen und Rekorde aufgestellt:

### Testflieger
- Weltrekordhalter im Steigflug auf 3000 Meter von 1962 bis 1974 und auf 25.000 Meter von 1962 bis 1973

### Gemini
- erster US-amerikanischer Zwei-Mann-Flug, mit Gus Grissom (Gemini 3)
- erste Bedienung eines Computers im All (Gemini 3)
- damaliger Höhenweltrekord mit 763 km (Gemini 10)
- erste Kopplung im All mit Nutzung des Antriebes des anderen Objektes (Gemini 10)
- erste Kopplung im All mit einem Objekt und Rendezvous mit einem anderen Objekt bei einer Mission (Gemini 10)

### Apollo
- erster Mensch alleine im Mondorbit (Apollo 10)
- erstes Rendezvous in der Mondumlaufbahn (Apollo 10)
- höchste Geschwindigkeit (relativ zur Erde), die Menschen je erreicht haben (39.897 km/h mit Apollo 10)
- erster Mensch, der zweimal im Mondorbit war (Apollo 10 und Apollo 16) (allerdings nicht der Erste, der zweimal zum Mond flog, das war nämlich Jim Lovell)
- längster damaliger EVA-Einsatz mit 7 Stunden und 23 Minuten (Apollo 16)
- längste damalige Zeit auf dem Mond mit 71 Stunden und 2 Minuten (Apollo 16)
- stärkste Belastung beim Wiedereintritt einer Apollo-Landekapsel mit 7,19 g (Apollo 16)

### Space Shuttle
- erster Space-Shuttle-Flug (STS-1)
- erster Mensch, der ein Raumschiff wie ein Flugzeug landete (STS-1)
- erster Sechs-Mann-Flug (STS-9)
- erster Mensch mit fünf (STS-1) und mit sechs Raumflügen (STS-9), sieben, wenn man seinen Start vom Mond mitrechnet

### Sonstige
- erster und bisher einziger Mensch, der vier verschiedene Raumfahrzeuge gesteuert hat (Gemini-Raumschiff, Apollo-Raumschiff, Apollo-Mondlandefähre und Space Shuttle)
- erster und bisher einziger NASA-Astronaut, der zwei Jungfernflüge absolvierte (Gemini 3, STS-1)
- erster und bisher einziger Mensch, der in drei Programmen jeweils zweimal geflogen ist (Gemini, Apollo, Space Shuttle)
- erster Mensch, der viermal Kommandant einer Mission war (Gemini 10, Apollo 16, STS-1 und STS-9)
- bei seiner Pensionierung mit 42 Jahren NASA-Zugehörigkeit dienstältester Astronaut

Dass Young als erster Astronaut der zweiten Auswahlgruppe zum Einsatz gekommen ist und als erster Mensch sechs Raumflüge absolvierte, fast als erster Mensch den siebten Raumflug unternommen hätte, zeigt ganz deutlich, welche Bedeutung Young für die bemannte US-amerikanische Raumfahrt hat. Dies zeigt sich auch daran, dass er Leiter des Astronautenbüros und später technischer Direktor des Johnson Space Center wurde, die bis heute längste Raumfahrerkarriere (als aktiv gelisteter Astronaut) weltweit vorzuweisen hat und bis zu seiner Pensionierung als aktiver Astronaut geführt wurde. Hätte Mission STS-61-J stattgefunden, hätte er auch die längste Raumfahrerkarriere vom Erstflug bis zum letzten Flug auf seinem Konto zu verzeichnen gehabt.

## Privatleben
Young war zweimal verheiratet. Von seiner ersten Frau Barbara ließ er sich als erster Astronaut im aktiven Dienst scheiden. Das für Young persönlich bedeutendste Ereignis war die Hochzeit mit seiner zweiten Frau Susy.
Aus seiner ersten Ehe mit Barbara hatte er zwei Kinder: John und Sandy, des Weiteren hatte er zwei Enkelkinder namens Kaithy und Lindsey.
Er war interessierter Handballspieler, Wind-Surfer, Radfahrer; auch Jogging gehörte zu seinen Hobbys. Ferner las er gerne, meistens Literatur über Geschichte und Forschung, und er mochte Gartenarbeit. Er spielte privat Gitarre, Ukulele und Mundharmonika und rauchte gerne Pfeife oder Zigarre. Young war Mitglied der größten amerikanischen Studentenverbindung Sigma Chi und für seinen Humor und trockenen Witz bekannt.
Zuletzt lebte Young in Houston (Texas).

## Ehrungen
John Young erhielt am 19. Mai 1981 als siebter Astronaut überhaupt die Congressional Space Medal of Honor persönlich aus den Händen von US-Präsident Ronald Reagan. Sie ist die höchste Auszeichnung für US-amerikanische Astronauten. Er ist der einzige Raumfahrer, der im direkten Anschluss an den zu würdigenden Raumflug diese Medaille erhielt, mit weniger als einem Monat Abstand. Alle anderen 27 Träger dieser Auszeichnung erhielten diese erst mindestens ein Jahr nach dem Ereignis. Ebenfalls ist er der erste Astronaut, der diese Auszeichnung nach der sechsfachen Erstverleihung 1978 erhielt. Ferner erhielt er über achtzig weitere Auszeichnungen sowie sechs Ehrendoktortitel.
- Er ist seit 1988 Mitglied in der National Aviation Hall of Fame, in der nur sehr wenige Astronauten Mitglied sind.
- Er ist Mitglied der Astronaut Hall of Fame.
- Er wurde Ehrenmitglied des Explorers Club im Jahre 1981.
- Nach ihm ist der John Young Parkway in Orlando (Florida) benannt.
- Nach Gemini 3 wurden von Paraguay und dem Jemen eine Briefmarke mit den beiden Astronauten herausgegeben.
- Nach Apollo 10 wurde vom Jemen wiederum eine Briefmarke mit der Crew herausgegeben.

## Trivia
Als er 1996 gefragt wurde, ob er eine Autobiographie schreiben würde, war seine Antwort, dass er dafür noch zu jung sei: „No, I’m too young for that!“ Seine Autobiographie erschien am 10. September 2013 unter dem Titel Forever Young.